# NGC 3752
NGC 3752 is een spiraalvormig sterrenstelsel in het sterrenbeeld Draak. Het hemelobject werd op 2 april 1801 ontdekt door de Duits-Britse astronoom William Herschel.

## Synoniemen
- UGC 6515
- MCG 13-8-64
- ZWG 351.63
- KARA 484
- IRAS11293+7454
- PGC 35608